# 수하르토
수하르토(인도네시아어: Soeharto, 문화어: 수하르또), 1921년 6월 8일 ~ 2008년 1월 27일)는 인도네시아의 군인이자 정치인이었다. 그는 인도네시아의 제2대 대통령이자 장기적 지도자였다.  수하르토는 1967년부터 1998년 자신의 사임까지 인도네시아를 30년 동안 지도하였다.
수하르토는 네덜란드령 동인도에 있는 케무숙이라 불린 작은 마을에서 태어났다.  그는 단순한 가족에 자라왔으며 그의 부모는 수하르토가 어렸을 때 이혼하였고 그는 자신의 어린 시절의 거의를 양부모와 함께 살았다.  일본의 점령 동안 수하르토는 인도네시아 보안 부대에 입대하였다.  이후에 그는 인도네시아 독립 전쟁 동안 인도네시아군에 입대하여 소장 계급으로 올라갔다.
1965년 쿠데타 시도는 수하르토에 의하여 이끌어진 군인들에 의하여 멈추어졌다.  군대는 이 시도가 인도네시아 공산당에 의하여 지지되었다고 말했다.  이 사건 후에 인도네시아군은 공산주의자들에 대항하는 전국적인 노력을 지도하였다.  그러고나서 수하르토는 인도네시아의 초대 대통령 수카르노로부터 권력을 차지하였다.  1967년 대통령 대행이 되었다가 다음해 대통령으로 선출되었다.  1975년 수하르토는 동티모르 침공을 명령하였다.  1998년 5월 넓게 퍼진 시위들이 일어난 후에 사임하였다.  2008년 1월에 사망하여 국장으로 치루어졌다.
자신의 "신질서" 정부 아래 수하르토는 강한 정부를 건설하였다.  그것은 군사에 의하여 지도되었고 중앙적 통치에 전념하였다.  그는 인도네시아를 안정적으로 유지하였고 공산주의에 반대하였다.   이것은 냉전 동안 서방의 국가들로부터 그에게 지지를 얻게 하였다.  그의 대통령직 동안 인도네시아는 산업과 경제에서 큰 성장을 보았으며 교육도 또한 향상되었다.

## 초기 생애와 군사 경력의 시작
1921년 6월 8일 하지 모하마드 수하르토(인도네시아어: Haji Mohammad Soeharto)라는 본명으로 네덜란드령 동인도 자와섬 욕야카르타 특별주 근처에 케무숙이라는 마을에서 태어났다.  그는 자신의 부친의 두번째 결혼 생활로부터 단 하나의 자식이었다.  그의 부친 케르토수디로는 마을의 관개 관리였으며 모친 수키라는 지방 여성이었다.
그의 부모는 그가 어렸을 때 이혼하였다.  그는 다른 가족의 일원들과 살았다.  1929년 그의 부친은 우랸토로에서 그의 고모와 함께 살도록 그를 데려갔다.  이것은 수하르토에게 안정적인 가정을 주었다.  그는 이후에 초등학교를 위하여 워노기리군으로 이주하였다.  거기서 그는 신비로운 자와 예술을 연습했던 두쿤 (샤먼)을 만났다.  이 경험은 거대하게 그에게 영향력을 주었다.
수하르토는 어렸을 때 네덜란드어 혹은 다른 유럽의 언어들을 배우지 않았다.  그는 1940년 군대에 입대한 후 네덜란드어를 배웠다.  다른 인도네시아의 지도자들과 달리 그는 처음에 정치 혹은 반식민지주의 아이디어들에 매우 흥미가 있지 않았다.

### 군사 입대
수하르토는 18세의 나이에 중학교를 끝냈다.  그는 은행에서 일했으나 사고가 난 후에 그만두어야 했다.  1940년 6월 그는 왕립 네덜란드령 동인도 육군에 입대하였다.  그는 곰봉에서 훈련을 받고 상사가 되었다.
1942년 3월 일본군이 점령했을 때 수하르토는 왕립 네덜란드령 동인도 육군을 떠났다.  그러고나서 그는 욕야카르타 경찰대에 가입하였다.  1943년 10월 그는 일본 후원의 시민군 향토방위의용군으로 옮겼다.  인도네시아인들은 그 조직에서 사관들이 될 수 있었다.  그는 일본의 무사도에 관하여 배웠으며 이 훈련은 반네덜란드와 친국가주의적 아이디어들에 용기를 주었다.  이것은 수하르로의 사상에 깊이 영향력을 주었다.

### 독립 투쟁

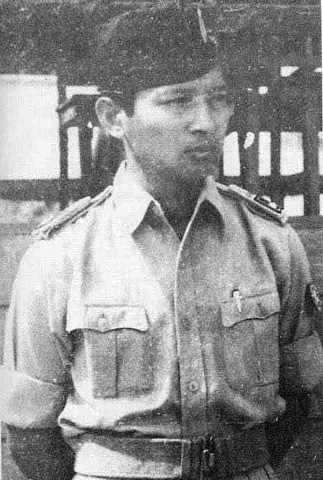
중령 시절의 수하르토 (1947년)

1945년 8월 일본의 항복 후, 인도네시아는 독립을 선언하였다.  수하르토는 새로운 인도네시아군에 입대하였다.  그는 대대장이 되었다.  그는 마겔랑과 스마랑을 주위로 연합국 군대에 맞서 싸웠다.  그는 중령이 되었다.
1948년 9월 수하르토는 마디운에서 공산당 봉기를 평화적으로 해결하려고 했다.  12월 네덜란드군이 수도 욕야카르타를 점령하였다.  수하르토는 네덜란드군에 맞서 게릴라군을 지도하였다.  1949년 3월 1일 그의 군대는 잠시 욕야카르타를 재점령하였다.  이것은 네덜란드군이 게릴라 전쟁을 이길 수 없었던 것을 보여주었다.  그러고나서 유엔 안전 보장 이사회는 네덜란드군에게 협상을 하라고 강요하였다.  이것은 6월 네덜란드군이 욕야카르타를 떠나는 것으로 이끌었다.
혁명이 일어난 동안 수하르토는 티엔 여사로 알려진 시티 하르티나에게 결혼하였다.  그녀는 귀족 가문 출신이었다.  그들의 결혼 생활은 강하고 지지적이었다.  그들은 6명의 자녀 - 투투트, 시기트, 밤방, 티티에크, 토미와 마미에크를 두었다.

### 독립 이후

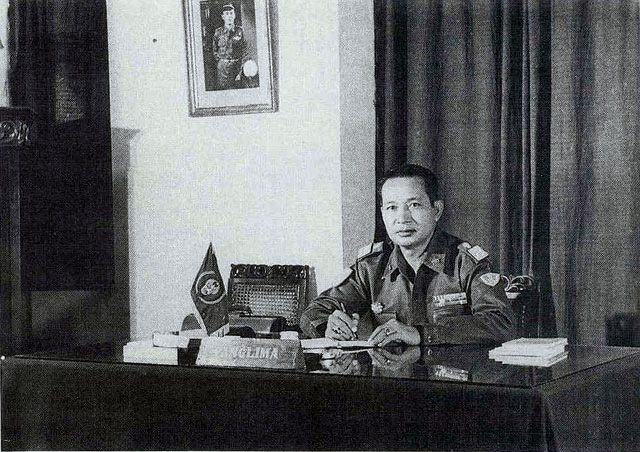
전략 예비 책임자로서 자신의 사무실에서 (1963년)

인도네시아가 완전히 독립한 후, 수하르토는 지속적으로 군복무를 하였다.  1950년 그는 마카사르에서 반란을 멈추는 도움을 주었다.  거기서 그는 하비비 가족을 만났다.  그들의 아들 바하루딘 유숩 하비비는 이후에 수하르토의 부통령이 되었다.
1956년부터 1959년까지 수하르토는 중앙자와주에서 디파느가라 사단을 지휘하였다.  그는 기업인들 리엠시우리옹과 봅 하산과 함께 친구가 되었다.  이 우정들은 그의 대통령직을 통하여 지속되었다.  그는 자신의 부족하게 기금한 군부대를 지지하는 데 어떤 "수익 창출" 활동들에 연루되었다.  이것은 1959년 육군 조사로 이끌었다.  그러고나서 그는 반둥에 있는 육군 참모 및 지휘 학교로 옮겨졌다.
그는 준장으로 진급되었다.  1961년 그는 육군의 새로운 전략 예비 책임자가 되었다.  1962년 그는 소장으로 진급되어 네덜란드로부터 서뉴기니를 차지하는 데 만달라 작전을 지도하였다.  1965년 수하르토는 수카르노의 말레이시아-인도네시아 대치를 담당하였다.  그는 비밀적으로 영국군과 말레이시아군에게 연락을 했다.

## 수카르노로부터 권력을 차지하며

### 정치적 긴장과 쿠데타 시도

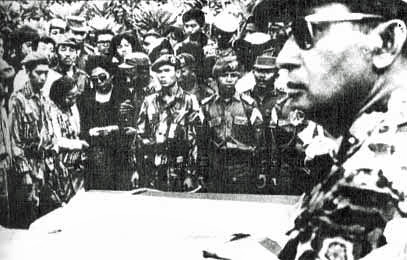
1965년 10월 5일 소장으로서 암살된 장군들의 장례식에 참석한 수하르토 (우측 전경)

1965년 군사와 공산주의자들 사이에 긴장들이 자라났다.  수카르노 대통령은 무장한 농민과 근로자들의 아이디어를 지지하였다.  군사 리더십은 이 아이디어를 좋아하지 않았다.  인도네시아의 경제도 점점 악화되어 가면서 넓게 퍼진 빈곤과 기근이 일어났다.
그해 10월 1일 6명의 육군 장군들이 납치되어 자카르타에서 살해되었다.  대통령 보안군으로부터 온 군인들이 연루되었다.  조직은 자신들이 쿠데타를 멈추었던 것을 라디오에 공고한 "9·30 사건"으로 불렀다.  그들은 그것이 군 내부 사건이었다고 말했다.
수하르토는 육군 전략 예비 본부로 갔다.  그는 군인들이 마르데카 광장을 점령한 것을 보았다.  그는 자카르타를 통치하는 데 자신의 특별군을 빠르게 옮겼다.  그는 라디오에 9·30 사건은 수카르노를 전복시키는 데 시도되었다는 것을 공고하였다.  그는 자신이 군대를 통치하고 있었고 질서를 복구하려고 했다고 말했다.  수하르토의 군대는 쿠데타 음모자들이 있었던 공군 기지를 차지하였다.  10월 2일까지 수하르토의 군대가 통치에 있었다.

### 권력 이동
수하르토는 수카르노로부터 더욱 많은 권력을 서서히 얻었다.  학생들은 수카르노 정부에 항의하기 시작했다.  그들은 인도네시아 공산당이 금지되기를 원했다.  군대는 이 학생들을 지지하였다.  1966년 2월 수카르노는 수하르토를 중령으로 진급시켰다.
그해 3월 11일 수카르노는 "3월 11일 명령"으로 불린 법령에 서명해야 했다.  이것은 수하로토에게 안정을 지키는 데 필요했던 아무 조치를 취하는 데 권력을 주었다.  이 편지를 이용한 수하르토는 인도네시아 공산당을 금지시켰다.  그는 또한 정부와 군사로부터 수카르노의 지지자들을 제거하였다.
6월에 의회는 마르크스-레닌주의를 금지시켰다.  그것은 또한 수카르노의 종신 대통령의 직함을 빼앗아 갔다.  정부는 말레시아와 분쟁을 끝내고 유엔에 가입하였다.  1967년 1월까지 수하르토는 군대에서 수카르노를 위한 대부분의 지지를 제거하였다.  3월 12일 수하르토는 대통령 대행으로 임명되었다.  수카르노는 가택 연금 아래에 놓였다.  1968년 3월 27일 수하르토는 5년의 기간을 위하여 대통령으로 임명되었다.

## 신질서 (1967년-1968년)

### 원칙과 통치를 안내하며

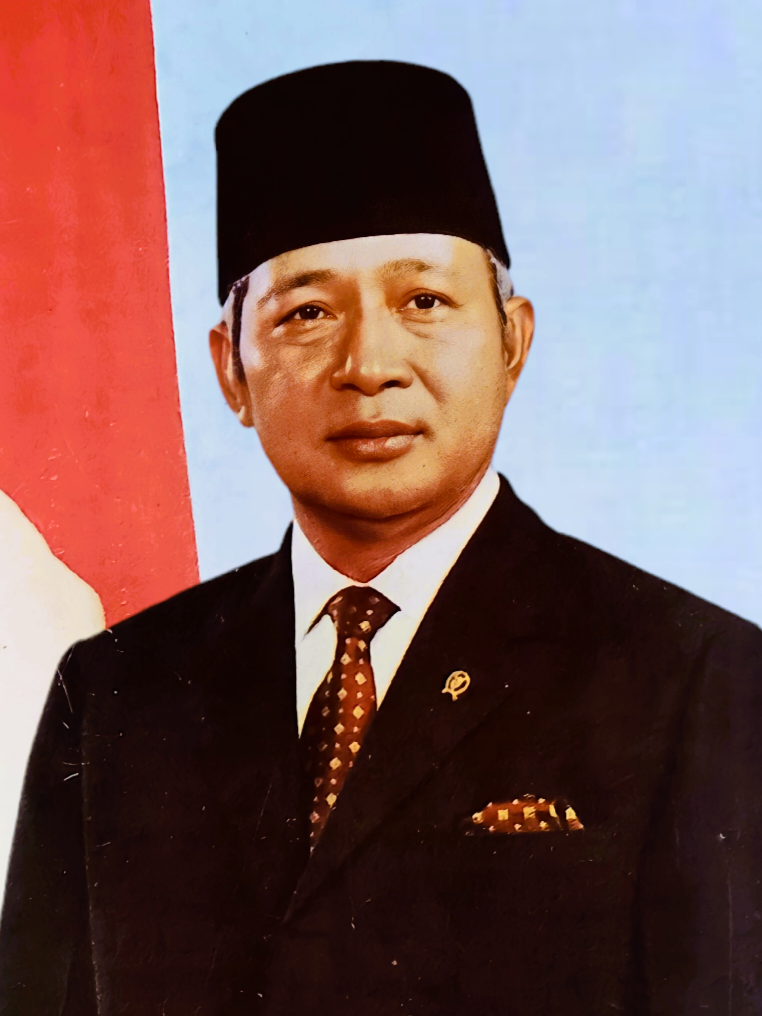
1973년 대통령으로서 수하르토의 공식 사진

수하르토는 자신의 정부를 "신질서"로 불렀다.  그것은 판차실라 이념에 기초를 두었다.  이 이념은 인도네시아에서 전체의 조직들을 위한 근본적인 원칙이 되었다.  수하르토는 또한 모두를 위하여 판차실라 훈련 필수를 만들기도 했다.  정부는 판차실라를 그 활동들을 지지하고 상대를 비판하는 데 이용하였다.
신질서는 또한 이중 기능 정책을 이용하였다.  이것은 군사가 인도네시아의 정부와 사회의 전체 부분들에 역할을 가졌던 것을 의미하였다.

### 권력 강화

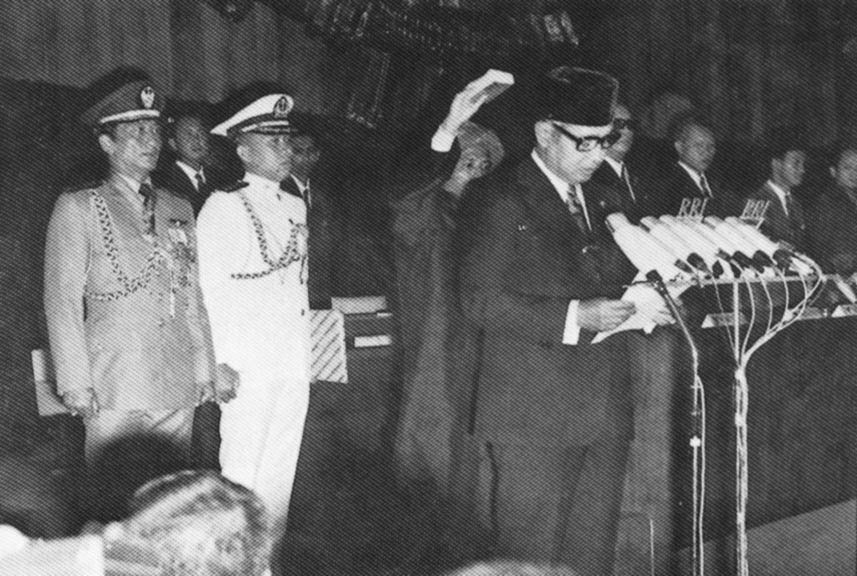
1968년 3월 27일 대통령 취임식에서

대통령이 된 후, 수하르토는 자신의 통치를 강화하는 일을 했다.  그는 또한 잠재적인 라이벌들을 서서히 제거하였다.  그는 정치적 직업과 돈과 함께 자신에게 충성적이었던 자들에게 상을 주었다.  그는 또한 자신의 정부에 학생 시위들과 다루기도 했다.  이 시위들은 그의 엄격한 규칙과 돈 문제에 관한 것이었따.  정부는 많은 학생 활동가들을 체포하면서 응답하였다.
1974년 자카르타에서 폭력적인 폭동이 터졌다.  이것은 일본의 총리의 방문이 있었던 동안에 있었다.  학생들은 일본의 투자가들에 대항하는 시위를 하고 있었다. 수하르토는 정부가 폭동의 뒤에 있었던 것을 믿었다.  이 장군은 그러고나서 해고되었다.
1980년 50명의 중요한 정치 인물들이 "50 청원"에 서명하였다.  그들은 비평가들을 침묵시키는 데 수하르토의 판차실라 이용을 비판하였다.  그들 중에 어떤이들은 투옥되었다.

### 선거와 정치적 안정성
수하르토 정부는 선거와 의회를 위한 법률을 창조하였다.  의회는 대통령들을 선출할 수 있었다.  460명의 의원들 중에 100명이 정부에 의하여 선택되었다.  이것은 정부에게 법률과 대통령 임명에 많은 통치를 주었다.
수하르토는 골카르로 불린 조직의 통치를 얻었다.  그는 그것을 자신의 주요 정당으로 만들었다.  1971년의 첫 총선에서 골카르는 투표의 62.8 퍼센트를 얻었다.  1973년 3월 수하르토는 두번째 기간을 위하여 대통령으로 임명되었다.
정당들을 통치하는 데 정부는 그것들을 합병하는 데 강요하였다.  4개의 이슬람교 정당들은 연합개발당이 되었다.  5개의 비이슬람교 정당들은 인도네시아 민주항쟁당이 되었다.  정부는 이 정당들이 강한 야당 단체들이 될 수 없었던 것을 확실히 했다.  수하르토는 1978년, 1983년, 1988년, 1993년과 1998년에 반대 없이 재선되었다.  골카르는 모든 선거에서 가장 많은 투표들을 얻었다.  이것은 수하르토가 거의 전체의 권력을 가졌던 것을 의미하였다.

### 질서 유지와 사회적 변화들

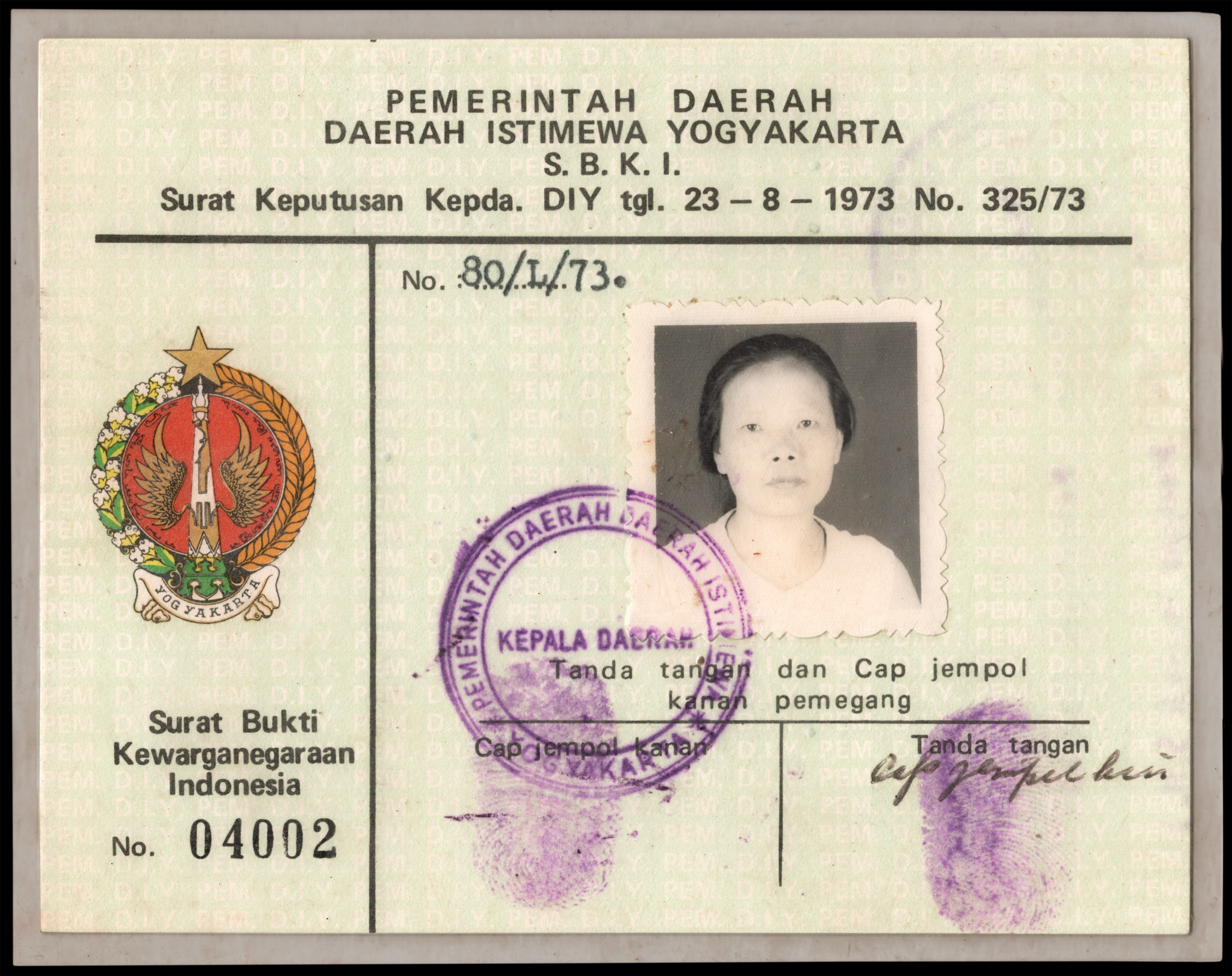
앞면 보유자의 증명 사진, 지문과 서명을 보이는 인도네시아 시민권 (1973년)

수하르토는 질서를 지키는 데 군사를 이용하였다.  군대의 존재는 모든 마을로 확장되었다.  사관들은 지방 지도자들로서 임명되었다.  1968년 수하르토는 공산당 단체와 다른 반란들을 멈추는 작전들을 명령하였다.
1968년 수하르토는 성공적인 가족 계획 프로그램을 시작하였다.  이것은 인구 증가를 통제하는 도움을 주었다.  1972년 그는 인도네시아어의 철자를 바꾸었다.  화교들의 동화에 용기를 주는 데 정부는 법률을 통과시켰다.  이 법률들은 중국의 문화적 표현을 제한시켰다.  중국인의 학교들은 공립 학교들이 되었다.  화교들은 인도네시아어 발음의 이름들을 택하는 데 강요되었다.  이것은 인도네시아 화교들의 어려움들을 창조하였다.

### 경제 개발
수하르토 정부는 경제를 안정화시키는 데 일했다.  그들은 "버클리 마피아"로 불린 경제학자들로부터 충고를 이용하였다.  그들은 보조금을 삭감하였고 환율을 개혁하였다.  인플레이션은 1966년 660 퍼센트에서 1969년 19 퍼센트로 떨어졌다.  정부는 해외 투자를 허용하였다.  수하르토는 투자에 용기를 주는 데 다른 국가들을 순방하였다.
1967년부터 인도네시아는 해외 원조를 받았다.  이 돈과 석유 수출 수익과 함께 정부는 인프라에 투자하였다.  그들은 통신 위성을 발포하였다.  수하르토는 또한 "야야산"이라 불린 자선 조직들을 창조하였다.  이것들은 군사와 그의 가족에 의하여 운영되었다.  그들은 기업들로부터 기부금을 모았다.  어떤 돈은 자선을 위하여 쓸여졌으나 거의 정부를 지지하는 데 쓰여졌다.

### 대외 관계

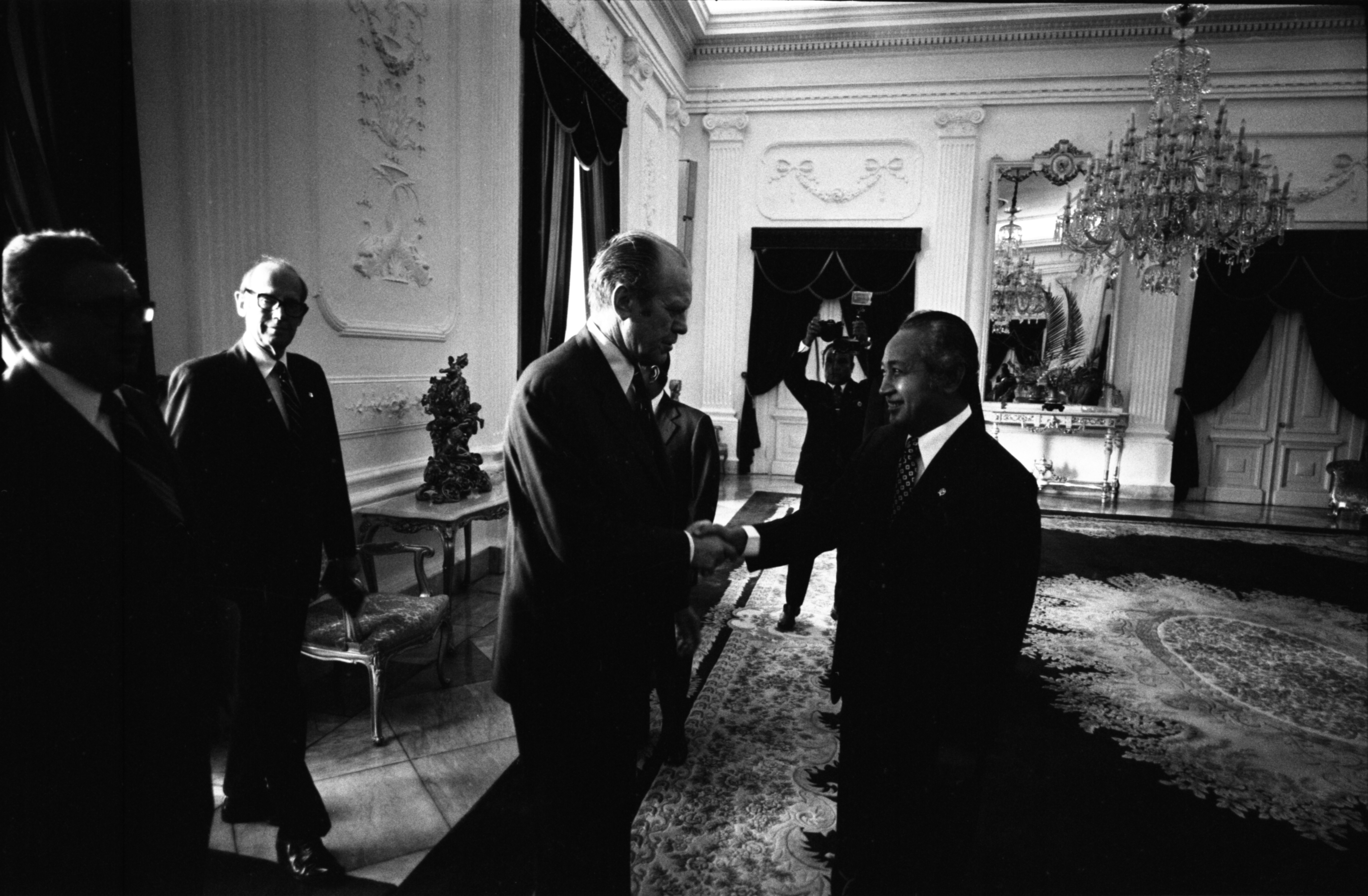
자카르타에서 제럴드 포드 대통령과 헨리 키신저 국무장관과 함께 (1975년 12월 6일)

수하르토 정부는 냉전에서 중립적이었다.  그러나 그것은 조용히 서방의 국가들과 동맹이 맺어졌다.  이것은 인도네시아의 경제에 도움을 주었다.  중화인민공화국과 외교 관계는 1967년에 멈추어졌다.  그해 인도네시아는 ASEAN의 창립 회원국이 되었다.  이 조직은 동남아시아에서 평화를 창조하는 데 목표를 두었다.
1974년 포르투갈령 티모르는 내전이 있었다.  수하르토는 중재하는 데 결정하여 그것은 공산당 국가를 방지하기 위한 것이었다고 말했다.  1975년 12월 7일 인도네시아는 식민지를 침입하였다.  그것은 이듬해 공식적으로 인도네시아의 27번째 주로 만들어졌다.  이 점령은 많은 사상자들로 이끌었다.

### 진보와 우려

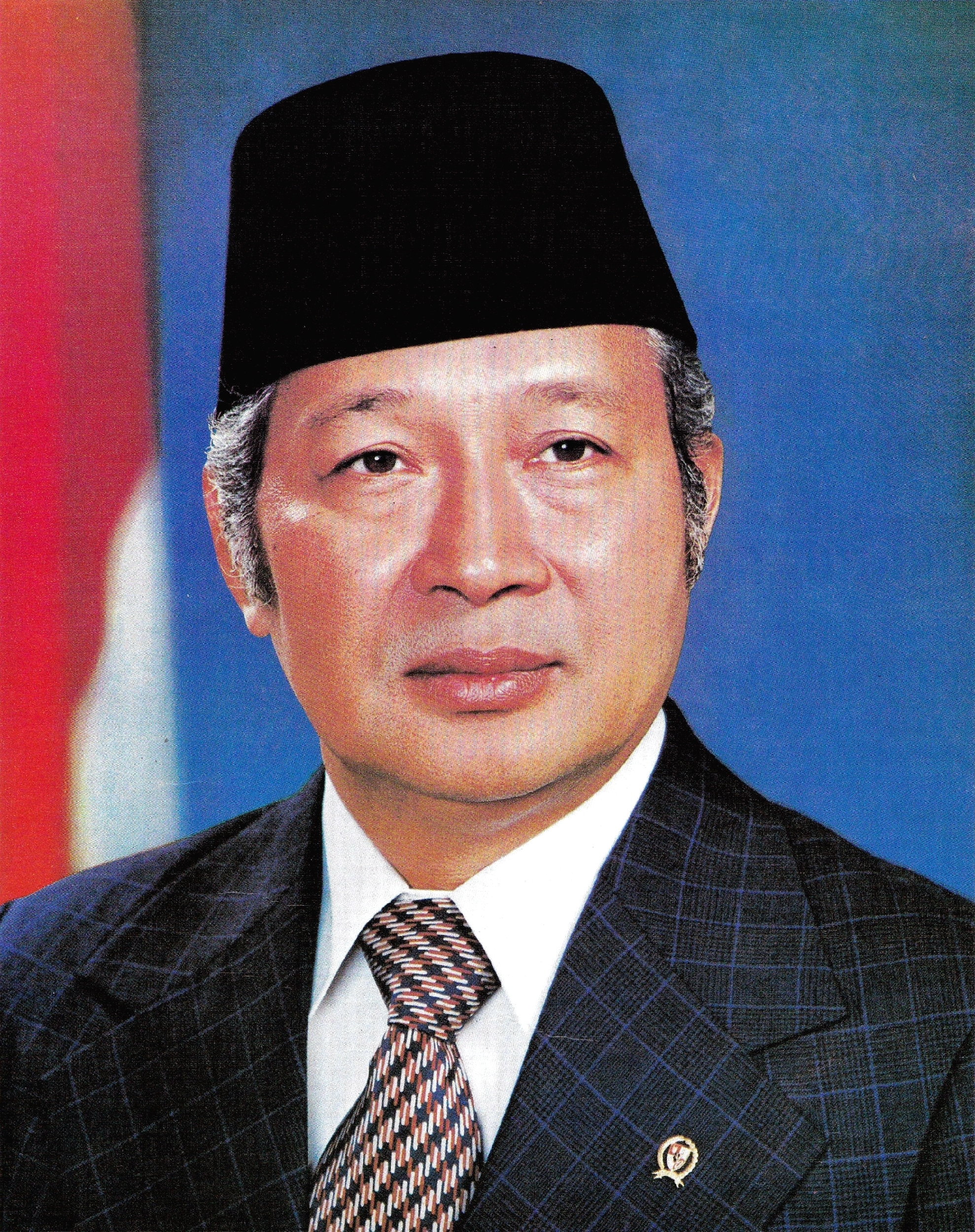
수하르토의 1983년 공식 사진

인도네시아는 하르토 아래 현실적 진보를 이루었다.  빈곤률은 1970년 45 퍼센트에서 1996년 11 퍼센트로 떨어졌다.  경제는 상당히 성장하였다.  제조업은 경제의 더욱 큰 부분이 되었다.  정부는 큰 인프라 프로젝트들에 투자하였다.  1983년 수하르토는 "개발의 아버지"라는 칭호가 주어졌다.
보건 프로그램은 평균 수명을 증가시켰다.  초등학교 입학은 1983년까지 90 퍼센트로 도달하였다.  1984년까지 인도네시아는 쌀 생산에서 자급자족이 되었다.  1980년대에 석유 수출이 떨어졌을 때 정부는 수출을 위하여 제조업으로 이동하였다.  이것은 저임금에 의하여 경쟁적으로 만들었다.
화교들의 회사들이 큰 기업들로 자라났다.  그들은 경제를 지배하였다.  수하르토는 이 회사들을 지지하였다.  그 대가로 그들은 그의 정부에 자금을 조달하는 도움을 주었다.  1980년대 후반에 정부는 은행 부문을 열었으며 이것은 성장을 위하여 더욱 많은 저축과 자금 조달로 이끌었다.  자카르타 증권 거래소도 또한 성장을 보았다.  1990년대에 이 빠른 성장은 또한 금융 위기를 위한 무대를 세우기도 했다.

### 돈과 권력에 관한 우려
경제가 성장하면서 돈과 권력과 함께 문제들도 자라났다.  수하르토의 자녀들, 특히 투투트, 토미와 밤방은 매우 부유해졌다.  그들의 회사들은 특별 정부 계약들을 받았다.  그들은 경쟁으로부터 보호되었다.  예를 들어 투투트의 회사들은 유료 도로들을, 토미와 밤방의 회사들은 국가 자동차 프로젝트를 통제하였다.
가족은 인도네시아에서 대지의 큰 양을 통제한 것으로 말해졌다.  그들은 또한 많은 이득적인 회사들에서 주식을 가지기도 했다.  해외 회사들은 수하르토 가족 회사들과 파트너가 되는 데 용기를 얻었다.  그의 가족에 의한 운영된 "야야산" 조직들은 각해의 기부금에서 수백만 달러를 모았다.
1997년 포브스 잡지는 수하르토를 세계에서 가장 부유한 사람들 중의 하나로 명단에 놓았다.  그의 가족의 재산은 수억 달러로 측정되었다.  이 재산의 대부분은 인도네시아의 자원과 정부 계약들을 통치한 것으로부터 왔다.

### 신질서의 이후 세월

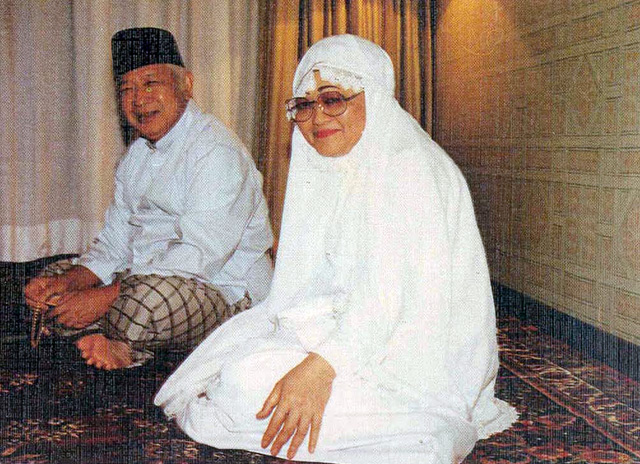
1991년 하즈를 마친 후 부인 시티 여사와 함께

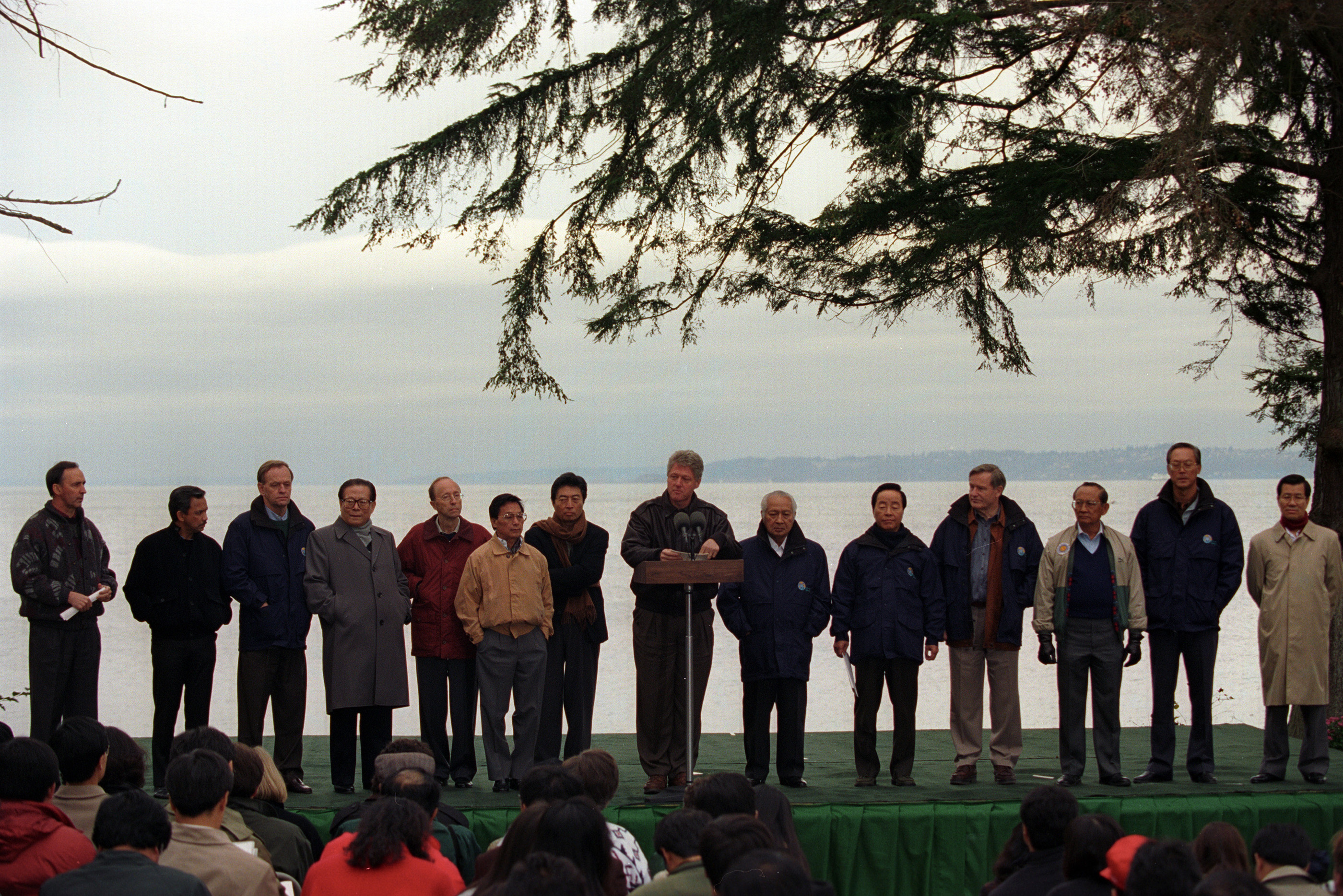
1993년 시애틀에서 열린 APEC 회의에서 (연설하는 주최자 빌 클린턴 대통령 옆이 수하르토)

1980년대까지 수하르토는 통제된 선거들과 군사 강화를 통하여 권력을 지켰다.  그는 권력을 중앙화하는 데 군대를 재결성하였다.  1983년부터 1985년까지 부대들은 많은 용의자들을 살해하였다.
수하르토의 단하나의 이념으로서 판차실라의 이용은 어떤 이슬람주의 단체들로부터 시위들을 일으켰다.  1984년 군대는 탄중 프리오크 학살에서 시위자들을 살해하였다.  이것은 이슬람 활동가들의 폭탄 투하와 체포들로 이끌었다.  1989년 자유 아체 운동에 의한 공격들이 많은 사람들을 살해한 군사 작전으로 이끌었다.
정부는 또한 언론을 통치하였다.  전체의 매체는 아무때나 가져갈 수 있었던 특별 면허를 필요했다.  냉정의 종말과 함께 다른 국가들은 인도네시아의 인권 기록으로 더욱 정신을 차렸다.  이것은 1991년 동티모르에서 일어난 산타크루즈 학살 후에 특히 진실이었다.
1992년 수하르토는 비동맹 운동의 사무총장으로 선출되었다.  인도네시아는 또한 APEC의 창립 회원국이 되었다.  본국에서 군사는 수하르토 가족의 자라나는 재산과 함께 행복하지 않게 되었다.  수하르토는 자신의 정부에서 군사의 통제를 서서히 줄였다.
수하르토는 이슬람주의 단체들로부터 지지를 추구하기 시작하였다.  1991년 그는 메카로 순례 여행을 떠나 자신의 본명 하지 모하마드 수하르토를 가져갔다.  그는 또한 이슬람주의 가치를 장려하였다.  그는 1990년 인도네시아 이슬람 지식인 협회를 형성하였다.
1990년대까지 많은 중산층 계급의 인도네시아인들은 수하르토의 엄격한 규칙과 그의 자녀들의 재산과 함께 행복하지 않았다.  그들은 개혁을 요구하였다.  1996년 수하르토의 딸 메가와티 수카르노푸트리는 야당 인사가 되었다.  그해 자카르타에서 그녀의 지지자들에 공격이 폭동들로 이끌었다.  이것은 민주주의 활동가들의 체포와 납치들에 의하여 따라졌다.  1997년 수하르토는 자신과 2명의 장군들에게 오성 대장군의 명예 계급을 수여하였다.

## 경제 위기와 사임

### 아시아 금융 위기
인도네시아는 1997년 아시아 금융 위기에 의하여 타격을 받았다.  1997년 중순부터 돈은 빠르게 국가를 떠났다.  인도네시아의 통화 루피아는 그 거의 가치를 잃었다.  그것은 미국 달러에 2,600 루피아에서 17,000 루피아로 떨어졌다.  많은 회사들이 파산하였다.  경제가 위축되어 더욱 많은 실업과 빈곤으로 이끌었다.
중앙 은행은 루피아를 보호하려고 노력했으나 실패하였다.  수하르토는 경제 개혁을 위하여 국제 통화 기금 (IMF)과 협정들을 맺었다.  정부는 은행들로 비상금을 마련해야 했다.  그것은 경제를 악화시킨 이자율을 상승시켰다.  1997년 12월 소수의 뇌졸중 때문에 정상 회의에 참석하지 않았다.
그의 가족과 친구들은 IMF 개혁들로부터 면제된 것 같았다.  이것은 더욱 나가서 경제와 그의 리더십에서 신임을 줄였다.  경제 위기는 더욱 정치적 긴장으로 이끌었다.  화교에 대한 폭동들이 몇몇의 도시들에서 일어났다.  1998년 3월 수하르토는 또다른 5년 기간을 위하여 재선되었다.  그는 자신의 부한 비하루딘 유숩 하비비를 부통령으로 임명하였다.  그는 또한 가족과 기업 파트너들과 함께 자신의 내각을 채웠다.  이것은 통화가 더욱 불안정하도록 만들었다.  정부는 더욱 많은 폭동들을 일으킨 1998년 5월 70 퍼센트에 의하여 연료값을 올렸다.

### 사임

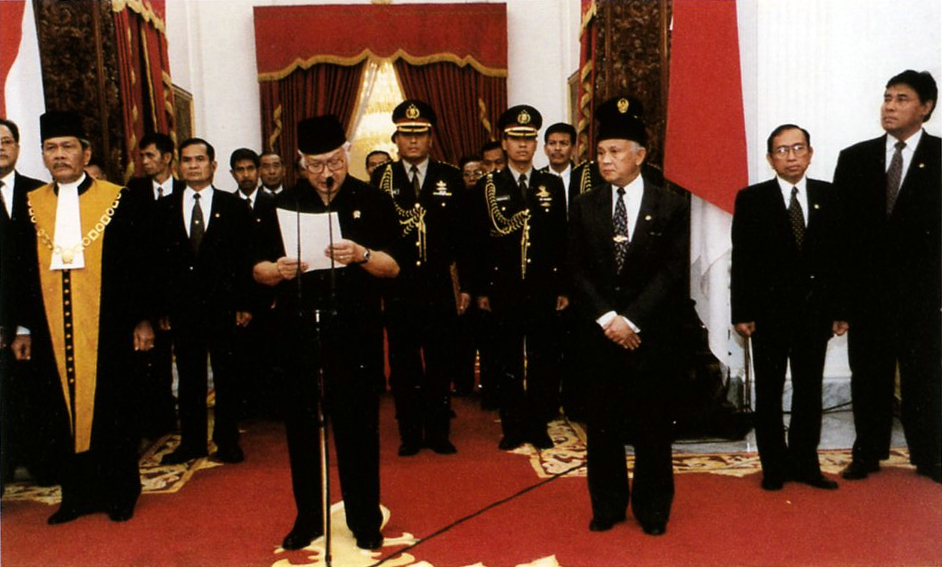
1998년 5월 21일 자신의 사임 연설을 하는 수하르토 (그의 왼쪽은 그의 부통령이자 후임자 바하루딘 유숩 하비비)

국민들은 증가적으로 수하르토를 국가의 문제들의 원인으로서 보았다.  1998년 1월 대학생들이 시위들을 시작하였다.  그해 5월 12일 보안군이 트리사크티 대학교에서 온 4명의 학생들을 살해하였다.  이것은 자카르타와 다른 도시들에서 넓게 퍼진 폭동들과 약탈로 이끌었다.  수천척의 건물들이 파괴되었고 1,000명 이상의 시민들이 사망하였다.  화교들과 그들의 기업들이 가끔 목표물이 되었다.
5월 16일 수만명의 학생들이 수하르토의 사임을 요구하였다.  그들은 의사당 건물을 점령하였다.  수하르토가 자카르타로 돌아왔을 때 그는 2003년에 사임을 하고 자신의 내각을 바꾸는 제안을 했다.  그러나 그의 정치적 동맹자들은 그를 떠났다.  5월 21일 수하르토는 자신의 사임을 공고하였다.  그러고나서 부통령 하비비가 대통령이 되었다.

## 이후의 세월

### 조사들과 건강
사임 후, 수하르토는 자카르타에서 조용한 생활을 했다.  그는 군인들에 의하여 보호되었다.  그의 가족은 거의 돈의 문제들로 조사들과 함께 다루는 시간을 보냈다.  1999년 5월 타임 아시아 잡지는 그의 가족의 재산이 수억 달러인 것을 측정하였다.  수하르토는 잡지를 명예 훼손으로 고소하였다.  2007년 인도네시아 대법원은 타임 아시아를 수하르토에게 손해배상을 하라는 명령하였다.
수하르토는 국제 투명성 기구의 부패 지도자들의 명단에 제일 높은 것으로 들어왔다.  그들은 그가 그의 지배 동안 1천 150억~350억 달러를 가져간 것으로 측정하였다.  2000년 5월 수하르토는 가택 연금 아래 놓였다.  당국은 그의 대통령직 동안 돈 문제들을 조사하였다.  하지만 의사들은 그가 재판에 서는 데 너무 병이 들었다고 말했다.
2002년 수하르토의 아들 토미는 판사를 살해하라는 명령한 것에 감옥에 갇혔다.  2003년 수하르토의 이복 동생은 돈 문제에 관하여 유죄 판결을 받았으며 감옥에 갇혔다.  2007년 검사들은 주정부 자금을 회수하는 데 수하르토에 대한 민사소송을 제기하였다.

### 지병과 사망
자신의 대통령직 후에 수하르토는 수도 없이 병원에 입원하였다.  그는 자신의 뇌졸중, 심장과 장과 함께 문제들이 있었다.  그의 좋지 않은 건강은  법원에서 재판을 받는 것으로부터 그를 방지하였다.
2008년 1월 4일 수하르토는 자카르타에서 병원으로 실려갔다.  그는 신부전을 포함한 좋치 않은 건강으로부터 합병증이 생겼다.  1월 23일 그의 건강은 더욱 악화되었다.  그는 1월 27일 오후 1시 9분에 사망하였다.
인도네시아의 대통령 수실로 밤방 유도요노는 수하르토를 인도네시아의 "최고의 아들들" 중의 하나로 불렀다.  그는 전직 대통령을 영예하는 데 국가에 의문하였다.  수하르토의 시신은 아스타나 기리방군 영모 단지로 실려갔다.  그는 군사 국장에 자신의 부인 곁으로 안장되었으며 유도요노 대통령이 장례식을 지도하였다.  수천명의 국민들이 영구차를 보았다.  유도요노 대통룡은 "공식 애도의 한주"로 선언하였다.

## 부정 부패
수하르토는 슬하에는 3남 3녀가 있었는데 이들은 모두 수하르토의 정치적 입김으로 인해 인도네시아의 재벌이 되었다. 수하르토 또한 자선재단을 운영하며 엄청난 규모의 재산을 가지게 되었다. 이로 인해 수하르토 집안은 현재까지도 인도네시아의 항공사, 은행, 방송국, 택시회사 등을 소유하고 있으며 인도네시아에서 상당한 경제 권력을 쥐고 있다. 당시에는 인도네시아에서 최상의 사업 파트너를 찾기 위해 수고할 필요가 없을 정도였는데, 왜냐하면 수하르토 대통령과 그의 자식들이 바로 인도네시아 최대의 재벌이자 사업가였기 때문이였다.
수하르토 일가의 사업체는 모두 수백 개에 이르고 총자산 가치는 4백억 달러에 이르는 것으로 알려지며 텔레비전 및 라디오방송, 상업위성방송, 은행업, 제약회사, 화학공장, 제지, 펄프, 해운, 항공, 호텔, 쇼핑몰, 택시운수, 자동차제조 등 돈이 될 만한 사업은 손대지 않은 것이 없어 해외 언론에서 '수하르토 주식회사'라는 조롱을 받았다.
그렇게 수하르토는 32년간 집권하는 동안 국고에서 최대 400억 달러에 달하는 것으로 추정되는 재산을 빼돌렸다. 1996년에 포브스지는 수하르토의 개인 순자산이 160억 달러이며 세계에서 4번째로 부유한 사람으로 언급했고, 2004년 국제투명성기구(TI)는 수하르토가 재임기간 동안 350억 달러를 챙긴 것으로 추정하며 수하르토를 세계 최악의 부패 지도자로 꼽았으며, 1999년 5월 24일에 Time Asia지는 수하르토 일가가 수하르토의 집권 기간 동안 무려 732.4억 달러를 횡령했다고 보도했다. 거기다가 수하르토 일가는 동티모르의 약 40%를 포함하여 약 3.6만km2의 영토를 보유하며 인도네시아에서 가장 수익성이 높은 1,251개의 국내 기업의 주식을 무료로 받았고 외국의 기업들은 수하르토의 가족이 보유한 기업과 '전략적 파트너십'을 구축하도록 권장되었으며, 수하르토 일가는 매년 공공 및 민간 부분에서 수백만 달러의 '기부금'을 받기도 했다.
수하르토의 장녀 시티 하르디얀티 룩마나(Siti Hardiyanti Rukmana, 1949~)는 고속도로 통행료를 관리했으며, 차남 밤방 트리핫모조(Bambang Trihatmodjo, 1953~)는 코코아, 목재, 호텔, 텔레비전, 자동차, 쇼핑, 보험 등 다양한 업종의 90여 개의 회사를 거느리고 있는 거대규모 기업 경영인이고 또 다른 아들은 석유 독점 사업을 했다. 또한 수하르토의 부인은 규모가 큰 인도네시아 기업 간의 거래에 개입해서 무조건 10%의 수수료를 받아 '10% 부인'이란 별명까지 얻었다. 그리고 이렇게 얻은 재산은 개인적으로 설립한 재단으로 흘러들어갔고 수하르토의 추종자들과 비판자들을 회유하기 위한 뇌물로 사용되었다.
그래서 수하르토의 30년에 이르는 장기집권은 족벌경영의 폐단이 계속해서 누적되는 과정의 연속이었고, 이는 1998년의 IMF 위기의 원인 중 하나가 되었다. 인도네시아 재벌들은 정권의 특혜를 받아 원자재 수출이나 내수 산업에만 집중했고, 대부분의 제조업 수출은 외국계 기업이 담당했다. 인도네시아의 인건비가 상승하자 이들 외국계 기업들은 낮은 인건비와 더 현대적인 사회기반시설이 있는 중국으로 공장을 이전해 인도네시아 경제를 곤경에 빠트린다.  그는 1988년 강력한 군사 명령을 해산하였다.

## 가족
- 배우자: 시티 하르티나
- 자녀
  - 시티 하디얀티 하스투티
  - 시깃 하르조주단토
  - 밤방 트리핫모조
  - 시티 헤디야티 하리야디
  - 후토모 만달라 푸트라
  - 시티 후타미 엔당 아디닝시

## 역대 선거 결과
| 선거명      | 직책명              | 대수 | 정당   | 득표율   | 득표수 | 결과 | 당락 |
| ----------- | ------------------- | ---- | ------ | -------- | ------ | ---- | ---- |
| 1998년 선거 | 인도네시아의 대통령 | 2대  | 골카르 | 단독후보 | 무투표 | 1위  |      |

## 같이 보기
- 인도네시아의 역사